# Битка код Шегешвара
Битка код Шегешвара (1849) била је део Мађарске револуције 1848. Верује се да је мађарски песник Шандор Петефи погинуо у овој бици.

## Увод
Аустријски и руски цар споразумели су се 19. маја 1849. у Варшави да руске снаге садејствују аустријским у гушењу Мађарске револуције, с тим да заједничка дејства почну 17. јуна. Мађарска влада упутила је протест европским државама због предстојеће руске интервенције, али је тај протест остао без одговора. Руска војска је 16. јуна 1849. упала у Словачку и до 3. јула заузела Кошице и Дебрецин. Истовремено је аустријска војска 21. јуна потиснула мађарску главнину у Коморан и 11. јула заузела Будим, где се сусрела са руским снагама.

## Битка
Почетком јуна 1849. у Трансилванији су се налазила 2 мађарска корпуса под командом пољског генерала Јозефа Бема, који су опседали аустријски гарнизон у Темишвару. Руски корпус генерала Лидерса (око 30.000 људи) продро је у Трансилванију из Влашке средином јула 1849. Иако бројно слабији, Мађари су им пошли у сусрет и напали их 31. јула код Шегешвара: након трочасовне битке мађарски напад је одбијен, и остаци су узмакли према Темишвару.

## Последице
Након битке код Серега, остаци мађарске војске узмакли су према Темишвару, где су се сјединили са опсадном војском генерала Бема: ова војска (око 80.000) потучена је 9. августа у бици код Темишвара и потиснута према Лугожу, где је већи део капитулирао, а влада је прешла у Арад и покушала да преговара са Русима, који су их одбили и упутили на Аустрију.